# O Comércio do Porto

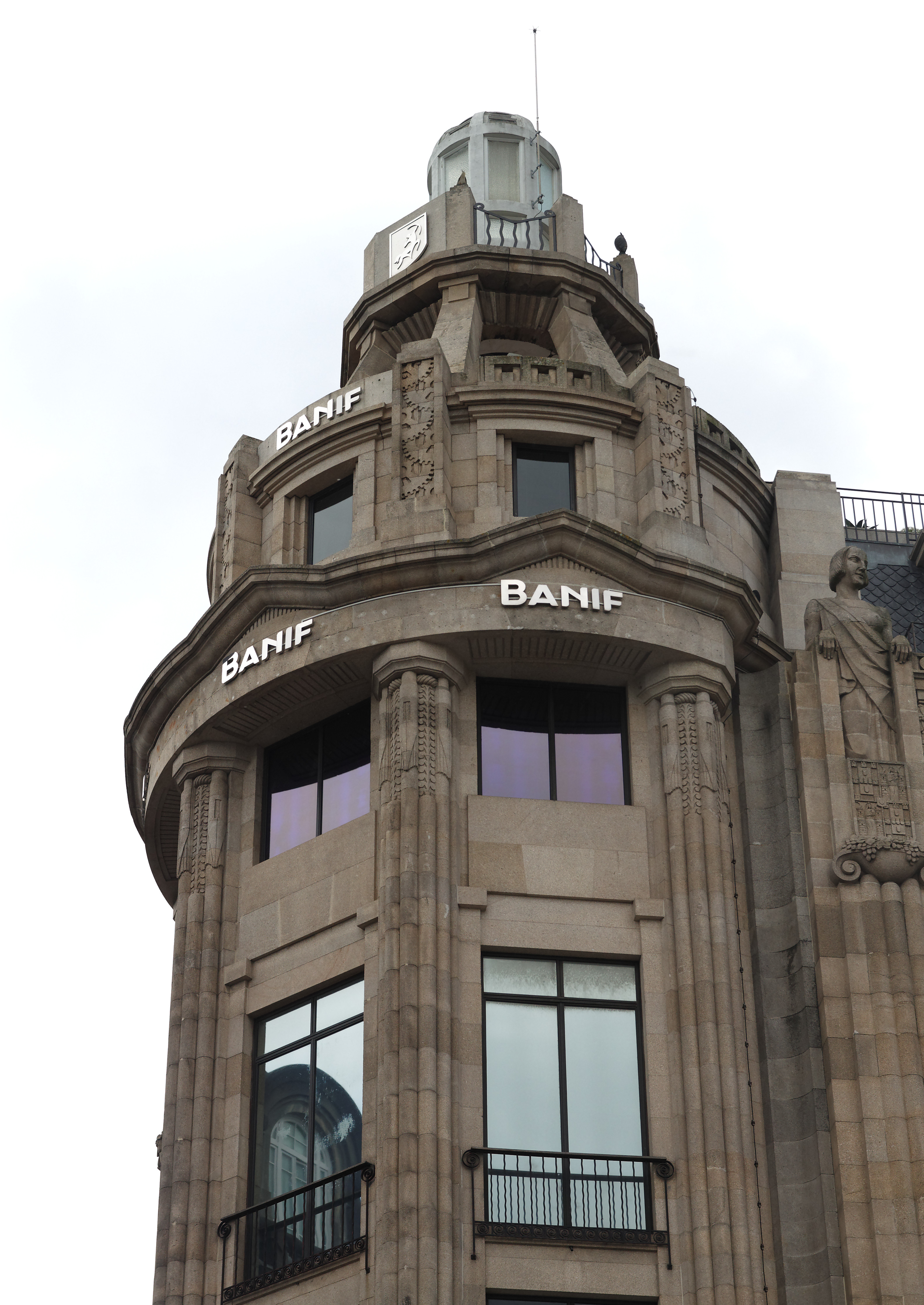
Antigo edifício do jornal, na Avenida dos Aliados, do arquiteto Rogério de Azevedo.

O Comércio do Porto foi um jornal português, fundado no Porto em 2 de junho de 1854. Quando se deixou de publicar, em 2005, era o segundo mais antigo jornal português, a seguir ao Açoriano Oriental.
O Comércio do Porto saiu pela primeira vez para as bancas com a designação "O Commercio" e com uma publicação trissemanal: às segundas, quartas e sextas-feiras. Vendia-se a 40 réis e veio satisfazer a "necessidade sentida na praça do Porto dum jornal de commercio, agricultura e industria, onde se tratem as matérias economicas, historicas e instructivas", segundo o primeiro editorial. Os fundadores foram Henrique Carlos Miranda e Manuel Sousa Carqueja.
Em janeiro de 1855 passou a diário e, em 1856, adoptou a designação O Comércio do Porto que manteve até ao fim.
Foi seu director Bento Carqueja, sobrinho do fundador.
Ao longo da sua história, contou com a colaboração de figuras como: Carolina Michaëlis, Guerra Junqueiro, António Carneiro, o rei D. Carlos e a rainha D. Amélia, João de Deus, Bordalo Pinheiro, José Malhoa, Vianna da Motta, Moreira de Sá, Roque Gameiro, Alfredo Keil, João Arroyo, Camilo Castelo Branco, Salvador Barata Feyo, A. Santos Martins e muitos outros.
Após o 25 de Abril, em pleno Processo Revolucionário em Curso, chegou a imprimir 120 mil cópias. Nos anos 90 teve uma contínua descida das tiragens e, em 2001, foi vendido ao grupo espanhol Prensa Ibérica. Apesar da tentativa de viabilização empreendida pelos seus novos proprietários, o jornal acabou por não se revelar economicamente viável.
A sua última edição foi impressa em 30 de Julho de 2005.

## Espólio
O espólio do jornal deverá ser entregue à Câmara de Vila Nova de Gaia em Novembro de 2008, após o cumprimento de todo o processo legal indispensável.
O protocolo prevê que o espólio d'O Comércio do Porto ficará à guarda do Arquivo Municipal de Gaia, permanecendo como propriedade do grupo espanhol Prensa Ibérica (cujo principal título é o jornal galego Faro de Vigo), proprietário d'O Comércio do Porto